# Chrysopa chazaudi
Chrysopa chazaudi är en insektsart som beskrevs av Navás 1923. Chrysopa chazaudi ingår i släktet Chrysopa och familjen guldögonsländor. Inga underarter finns listade i Catalogue of Life.